# 希沙姆·格鲁杰
希沙姆·格鲁杰（羅馬化：Hisham El Gerruj，1974年9月14日—），摩洛哥前田徑運動員，擅長中距離，被认为是史上最优秀的中长跑运动员之一。格鲁杰目前為1500公尺（3分26秒00）、一英哩（3分43秒13）的世界紀錄保持者及2,000公尺（4分44秒79）前世界紀錄保持者，生涯共获两枚奥运金牌、三项世锦赛冠军，并于2001-2003年连续三次被评选为国际田联年度最佳运动员。
截至2024年6月，在男子1500米的历史前十名成绩中，有6项均为格鲁杰所创造；在一英里跑的前十五名成绩中，格鲁杰则握有7项。他也是唯一一位在1500米中成绩多次跑进3分27秒的运动员。

## 外部連結
- Video of Hicham El Guerrouj breaking the mile world record （页面存档备份，存于）
- Hicham El Guerrouj在的頁面
- El Guerrouj diary at IAAF

| 紀錄                                         | 紀錄                                       | 紀錄                                         |
| -------------------------------------------- | ------------------------------------------ | -------------------------------------------- |
| 前任： 努尔丁·莫尔塞利                       | 男子1500公尺世界紀錄保持人 1998年7月14日 — | 繼任： 現任                                  |
| 前任： 努尔丁·莫尔塞利                       | 男子1英里世界紀錄保持人 1999年7月7日 —     | 繼任： 現任                                  |
| 奖项与成就                                   |                                            |                                              |
| 前任： 海勒·基比沙拉錫 維爾吉利尤斯·阿萊克納 | 年度最佳男子田徑運動員 1999 2001, 2002     | 繼任： 維爾吉利尤斯·阿萊克納 费利克斯·桑切斯 |
| 前任： 扬·热莱兹尼                           | 國際田總年度最佳運動員 2001 — 2003         | 繼任： 克內尼薩·貝耶查                       |
| 體育角色                                     |                                            |                                              |
| 前任： 海勒·基比沙拉錫 Benjamin Limo         | 男子3000公尺年度最佳表現 1999 2003         | 繼任： Ali Saïdi-Sief 埃利乌德·基普乔盖      |
| 前任： 努尔丁·莫尔塞利                       | 男子1500公尺年度最佳表現 1996 – 2003       | 繼任： 伯納德·拉加特                         |